# Colorado Rockies
A Colorado Rockies amerikai baseballcsapat. A Major League Baseballban a Nemzeti Liga Nyugati Csoportjában játszanak, székhelyük Denver. Fiatal csapat, 1993-ban alapították. Eddigi legnagyobb sikerüket 2007-ben érték el, ekkor bejutottak a World Seriesbe.

## Csapatjelképek
- Csapatszínek: fekete, lila, ezüst, fehér
- Emblémák:
  - Csapatembléma: Lilás színű Sziklás-hegység egy baseball-labdával, fölötte Colorado, alatta Rockies felirat.
  - Sapkaembléma: Fekete alapon, lila, ezüst szélű egymásba fonódó C és R betűk.
- Mez: A hazai meccseken hordott mez fehér, vékony függőleges csíkokkal, az ingen Rockies felirat és a játékos száma. Az idegenbeli mez szürke, az ingen Colorado felirat és a játékos száma. A sapka fekete.
- Szurkolói dalok: Get Free, a The Vines ausztrál rockegyüttes száma.
- Csapatmottó: R you in?
- Kabalafigura: Dinger nevű triceratops.

## Döntőbeli szereplések
| Év   | Alapszakasz eredmény | Döntőbeli eredmények   |
| ---- | -------------------- | ---------------------- |
| 2007 | 90-73                | Nemzeti Liga bajnokok. |

## Rockies játékosok a Baseball Hírességek Csarnokában
- Larry Walker (2020)

## Visszavont mezszámok
- 17 Todd Helton, az első Rockies-játékos, akinek visszavonták a mezszámát (2014. augusztus 17.)
- 33 Larry Walker, mezszámát 2020. április 19-én vonták vissza, miután beválogatták a baseballhírességek csarnokába
- 42 Jackie Robinson, a teljes Major League-ből visszavonták 1997-ben

## Lásd még
- A Colorado Rockies (NHL) edzőinek listája